# Samuel Duvall
Samuel Harding Duvall (født 11. marts 1836, død 26. september 1908) var en amerikansk bueskytte som deltog i OL 1904 i St. Louis.
Duvall vandt en sølvmedalje i bueskydning under OL 1904 i St. Louis. Han kom på en andenplads i holdkonkurrencen. De andre på holdet var Charles Woodruff, William Clark og Charles Hubbard.